# Odnoga-Kuźmy
Odnoga-Kuźmy (dawn. Odnoga; białorus. Отнога) – wieś w Polsce położona w województwie podlaskim, w powiecie białostockim, w gminie Michałowo. Do 31 grudnia 2007 wieś nosiła nazwę Odnoga-Kużmy.
Według Powszechnego Spisu Ludności przeprowadzonego w 1921 roku miejscowość liczyła 10 domów i zamieszkiwana była przez 27 osób (17 kobiet i 10 mężczyzn). Wszyscy mieszkańcy wsi zadeklarowali wówczas białoruską przynależność narodową oraz wyznanie prawosławne. W okresie dwudziestolecia międzywojennego wieś nazywała się Odnoga i znajdowała się w powiecie wołkowyskim w gminie Tarnopol. 
W latach 1975–1998 miejscowość administracyjnie należała do województwa białostockiego.
W strukturze Kościoła Prawosławnego wieś należy do parafii pw. Narodzenia św. Jana Chrzciciela w niedalekiej Nowej Woli. W dwunasty dzień po Wielkanocy (tzw. zieleniec) wieś uroczyście obchodzi swoje patronalne święto.